# Platylambrus fraterculus
Platylambrus fraterculus är en kräftdjursart som först beskrevs av William Stimpson 1871.  Platylambrus fraterculus ingår i släktet Platylambrus och familjen Parthenopidae. Inga underarter finns listade i Catalogue of Life.